# Monogastrique

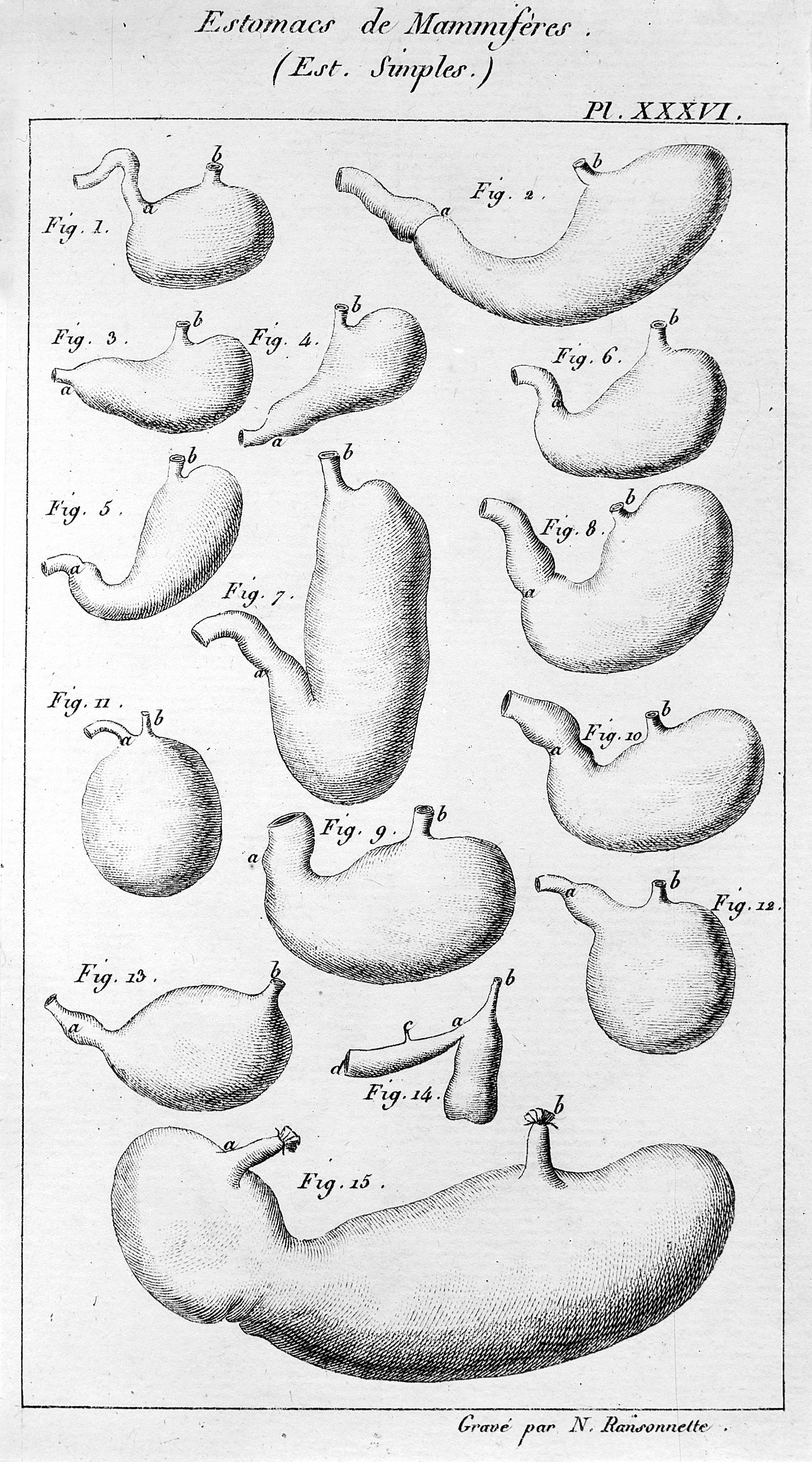
Collection d'estomacs simples de mammifères :
1.Grand Noctilion
2.Galéopithèque volant,
3.Chrysoclore du Cap
4.Coati brun
5.Genette
6.ichneumon d'Afrique
7.Lion
8.Couscous gris
9.Wombat
10.Paca
11.Lérot
12.Oryctérope
13.Ornithorynque
14.Échidné
15.Rhinocéros
.

Un monogastrique est un animal se caractérisant par son estomac simple, composé d'une seule poche gastrique, par opposition à un ruminant, qui est un animal polygastrique, pourvu d'un estomac complexe à quatre poches. Parmi les animaux domestiques monogastriques figurent notamment des omnivores tels que le porc et les volailles, des carnivores tels que le chien (parfois considéré comme omnivore) et le chat, et des herbivores tels que le cheval et le lapin. Les herbivores monogastriques peuvent digérer la cellulose présente dans leur régime alimentaire grâce à des bactéries intestinales symbiotiques. Cependant, leur capacité à extraire de l'énergie de la digestion de la cellulose est moins efficace que chez les ruminants.